# Liste deutscher Adelsgeschlechter/G
| Name                                    | Zeitraum                             | Anmerkungen | Wappen                                                |
| --------------------------------------- | ------------------------------------ | --- | ----------------------------------------------------- |
| Gabelentz                               | seit 1221 (1106 ?)                   | altes, meißnerisches Adelsgeschlecht |                                                       |
| Gabelkofen                              | 1334 bis ?                           | erloschenes, niederbayerisches Uradelsgeschlecht; 1630 und 1652 erbländisch-österreichischer Freiherrenstand; 1715 und 1718 erbländisch-österreichischer Grafenstand |                                                       |
| Gablenz                                 | seit 1221                            | Niederlausitzer Adelsgeschlecht |                                                       |
| Gadendorp                               | bis 1646 ?                           | erloschenes, holsteinisches Adelsgeschlecht |                                                       |
| Gadow                                   | seit 1333                            | altes, märkisches Adelsgeschlecht |                                                       |
| Gaffron                                 | seit 17. Juli 1329                   | schlesisches Uradelsgeschlecht |                                                       |
| Gagern                                  | seit 1290                            | altes, rügensches Adelsgeschlecht |                                                       |
| Gaibach                                 | 1295–1303                            | erloschenes fränkisches Adelsgeschlecht |                                                       |
| Gaisberg                                | seit 1352                            | altes, schwäbisches Adelsgeschlecht; 1824 württembergische Bestätigung des Freiherrenstandes |                                                       |
| Gaisruck                                | bis 1862                             | erloschenes, steirisches Adelsgeschlecht mit Ursprung in der Schweiz, das u. a. zum niederösterreichischen landständischen Adel zählt und sich auch in Kärnten sowie der Krain verzweigte; Reichsgrafenstand |                                                       |
| Galen                                   | seit 1138                            | westfälisches Uradelsgeschlecht; 1655 Reichsfreiherren, 1702 Reichsgrafen |                                                       |
| Gall                                    | seit 1307                            | Adelsgeschlecht mit norditalienischen Wurzeln, dessen Freiherrenstand im Großherzogtum Hessen, im Großherzogtum Oldenburg und im Königreich Preußen anerkannt wurde |                                                       |
| Galler                                  | seit ca. 1115                        | eines der ältesten Adelsgeschlechter der Steiermark; auch landständischer Adel in Niederösterreich |                                                       |
| Gallwitz                                | ab 14. Jh.                           | schlesisches Adelsgeschlecht |                                                       |
| Gamm                                    | seit 1218                            | mecklenburgisches Geschlecht; zeitweise Ausbreitung nach Dänemark und Schlesien; 1776 dänisches Indigenat; 1858 k.u.k. Freiherrnstand |                                                       |
| Gammertingen                            | 1101 bis 13. Jh.                     | erloschenes, schwäbisches Grafengeschlecht |                                                       |
| Gans (Merseburg)                        | 1269 bis Ende 16. Jh.                | merseburgisches Adelsgeschlecht |                                                       |
| Gans (Niedersachsen)                    | seit 1912                            | niedersächsisches Adelsgeschlecht |                                                       |
| Gans von Otzberg                        | vor 1300 bis 1698                    | erloschenes Adelsgeschlecht aus dem Odenwald |                                                       |
| Gans zu Putlitz                         | seit 1190                            | mittelmärkischer Uradel; 1876 preußische Anerkennung des Freiherrentitels |                                                       |
| Gantzkow                                | 1464 bis 19. Jh.                     | erloschenes, pommersches und kurländisches Uradelsgeschlecht |                                                       |
| Garczynski                              | seit 1440                            | auch Grafen, pommerellischer alter Adel, eines Stammes mit den Klinski und Rautenberg (Hildesheim) |                                                       |
| Garhamer                                | bis 17. Jh.                          | erloschenes niederbayerisches Adelsgeschlecht |                                                       |
| Garmissen                               | seit 1230                            | niedersächsisches Uradelsgeschlecht |                                                       |
| Garrelts                                | seit 1820                            | preußisches Adelsgeschlecht; 1820 Erhebung in den preußischen Adelsstand |                                                       |
| Gärtner                                 | ab 1750                              | sächsisches Briefadelsgeschlecht; 1750 Adelsstand; 1771/1792 Freiherrenstand |                                                       |
| Gaschin                                 | seit um 1400                         | polnisches Adelsgeschlecht; 1632 böhmischer Freiherrenstand; 1633 erbländisch-österreichischer Grafenstand als Gaschin von Rosenberg; 1653 Reichsgrafenstand |                                                       |
| An der Gassen                           | (14. Jahrhundert)                    | im Mittelalter Ministerialen der Grafen von Tirol |                                                       |
| Gatterburg                              | seit 1561                            | oberösterreichisches Adelsgeschlecht; 1561 geadelt, 1653 österreichischer Reichsritterstand, 1666 ungarischer Ritterstand |                                                       |
| Gaudecker                               | seit 1255                            | ostpreußisches Uradelsgeschlecht |                                                       |
| Gaudlitz / Gaudelitz                    |                                      | altes, meißnerisches Adelsgeschlecht |                                                       |
| Gaudy / Gaudi                           | seit 1613                            | preußisches Adelsgeschlecht |                                                       |
| Gaugreben                               | seit 1172                            | erloschenes, westfälisch-waldecksches Adelsgeschlecht;1847 preußische Genehmigung zur Fortführung des seit alters geführten Freiherrentitels. |                                                       |
| Gavel                                   | seit 17. Jh.                         | schwedisch-baltisches Adelsgeschlecht |                                                       |
| Gayer von Ehrenberg                     | seit 1818                            | böhmisch-österreichisches Briefadelsgeschlechts; 1818 erblicher österreichischer Freiherrenstand |                                                       |
| Gayl                                    | ?                                    | Adelsgeschlecht aus dem Hochstift Lüttich, das auch ins Rheinland, in den Elsass, nach Kurland, Hannover, Oldenburg und Schlesien gelangte |                                                       |
| Gayling von Altheim                     | seit 1223                            | erloschener Maingauer Uradel; 1773 französische Anerkennung des Freiherrenstandes für das Gesamtgeschlecht; die Nachfahren der Olga Gayling von Altheim, verheiratet mit Otto Westphal, nennen sich seit 1986 von Gayling-Westphal. |                                                       |
| Geben / Geben-Schueser                  | seit 1236                            | altes Adelsgeschlecht aus Freiburg im Breisgau |                                                       |
| Gebsattel                               | seit 1240                            | altes, fränkisches Adelsgeschlecht |                                                       |
| Gedult von Jungenfeld                   | seit 1530                            | oberrheinisches Adelsgeschlecht |                                                       |
| Gehler                                  | ab 1650                              | sächsisches Adelsgeschlecht |                                                       |
| Geilsdorf                               | bis 1618                             | erloschenes, vogtländisches und fränkisches Adelsgeschlecht |                                                       |
| Geismar                                 | ab 1305                              | hessisch-waldecksches Adelsgeschlecht |                                                       |
| Geismar                                 | seit 1139                            | hessisch-westfälisches Adelsgeschlecht |                                                       |
| Geist genannt Hagen                     | 14. Jh. bis 1759                     | halberstädtisches Adelsgeschlecht |                                                       |
| Geist zu Wildegg                        | ab 1584                              | schwäbisches Adelsgeschlecht |                                                       |
| Geistern                                | bis 17. Jh.                          | erloschenes westfälisches Adelsgeschlecht |                                                       |
| Geizkofler                              | bis 1730                             | erloschenes tirolisches Briefadelsgeschlecht; 1518 Wappenbrief; 1599 Reichsadelsstand; 1625 Freiherrenstand |                                                       |
| Gellhorn                                | ab 14. Jh.                           | schlesisches Adelsgeschlecht |                                                       |
| Gelmini von Kreutzhof                   | seit 1788                            | aus Norditalien stammendes, Südtiroler Briefadelsgeschlecht |                                                       |
| Gembecke                                | 1329 bis ca. 1500                    | erloschenes westfälisches Patrizier- und Adelsgeschlecht |                                                       |
| Gemen                                   | 1092–1492/1559                       | westfälisches Edelherrengeschlecht |                                                       |
| Gemmingen                               | seit 1233                            | schwäbisches Uradelsgeschlecht aus dem Kraichgau; immatrikuliert in Württemberg in der Freiherrenklasse. |                                                       |
| Gentil de Lavallade                     | seit dem Ende des 15. Jahrhunderts   | aus der französischen Grafschaft Périgord stammendes Briefadelsgeschlecht; 1515 französischer Adelsstand; 1890 preußische Anerkennung. |                                                       |
| Gentilotti                              | seit 1617                            | aus der Gegend von Val Camonica stammendes Patriziergeschlecht; 1617 innerösterreichischer Adelsstand; 1729 österreichischer Freiherrnstand |                                                       |
| Gentzkow                                | seit 1304                            | Uradelsgeschlechts der Herrschaft Stargard. |                                                       |
| Gera                                    | seit 12. Jh.                         | Thüringer Adelsgeschlecht |                                                       |
| Germar                                  | 1220–1940                            | altes, thüringisch-sächsisches, ehemals ministeriales und reichsritterliches Geschlecht |                                                       |
| Germershausen                           | 1260–1624                            | hessisches Adelsgeschlecht |                                                       |
| Gerner                                  | vor 1640                             | württembergisches Geschlecht aus Heidelsheim, Eppingen, Wimpfen („Ihr vorhin gehabtes Wappen“...., im blau- oder lasurfarbenen Schild zwei gelbe gegeneinander, die Sachsen einwärts gekehrte, Adlerflügel.) |                                                       |
| Gerner von Lilienstein                  | seit 1640                            | württembergisches Adelsgeschlecht |                                                       |
| Gerner, Robertus                        | seit 1546                            | rheinisch, hessisches Geschlecht, Hessisches Staatsarchiv Darmstadt, HStAD Bestand 0 64 Nr. 1874. „Wappenbrief von Wilhelm I. für Robertus Gerner 1549“ |                                                       |
| Gernert                                 | ?                                    | mehrere nicht stammesverwandte Adels- und Patriziergeschlechter im deutschen Sprachraum, oben adliges österreichisches Wappen, unten bürgerliches Wappen aus Marlishausen mit dem Ursprung aus einer Bürgerfamilie Gernert in Eisenach | Gernerth Österreich Gernert Thüringen                 |
| Gernet                                  | ab 1761                              | deutsch-baltisches Adelsgeschlecht |                                                       |
| Gerngross                               | seit 16. Jh.                         | deutschstämmiges livländisches Adelsgeschlecht, welches später zum Adel des Kaiserreich Russlands zählte |                                                       |
| Geroldonen                              | 799 bis 10. Jahrhundert              | fränkischer Adel aus der Zeit der Karolinger | –                                                     |
| Geroldseck                              | 1139–1634                            | Adelsgeschlecht des Mittelalters in der Ortenau in Baden-Württemberg |                                                       |
| Gerschau / Gerschau von Flotow          | seit 18. Jh.                         | kurländisches Adelsgeschlecht |                                                       |
| Gersdorff                               | seit 1241                            | weitverzweigtes Uradelsgeschlecht aus der Oberlausitz, das sich in elf Häuser gliedert; 1672 Reichsfreiherren; 1723 und 1745 Reichsgrafen; 1841 preußische Freiherren |                                                       |
| Gerulfinger                             | 839–1299                             | Familie der ersten Grafen von (West-)Friesland und Holland | –                                                     |
| Geuder von Heroldsberg                  | seit 1253 (im Mannesstamm erloschen) | eine der ältesten Patrizierfamilien der Freien Reichsstadt Nürnberg; 1822 Freiherren |                                                       |
| Geusau                                  | seit 1116                            | thüringisches Uradelsgeschlecht, später auch niederländisch und österreichische Freiherrn |                                                       |
| Gevekot                                 | ?                                    | westfälisches Patrizier- und Adelsgeschlecht; 1905 lippischer Freiherrenstand |                                                       |
| Geyer von Edelbach                      | seit 1562                            | niederösterreichisches Adelsgeschlecht; 1665 Freiherrenstand |                                                       |
| Geyer von Geyersegg                     | seit 1623                            | steirisches Kleinadeligengeschlecht; 1623 rittermäßiger Reichsadel |                                                       |
| Geyer von Geyersperg                    | seit 1370                            | aus Franken stammendes, österreichisches Adelsgeschlecht |                                                       |
| Geyer von Giebelstadt                   | 13. Jahrhundert bis 1708             | fränkisches Uradelsgeschlecht; 1685 Reichsgrafenstand |                                                       |
| Geymann                                 | ?                                    | oberösterreichisches Adelsgeschlecht, das auch zum niederösterreichischen landständischen Adel gehört |                                                       |
| Geymüller                               | seit 1810                            | schweizerisch-österreichische Familie, die erstmals 1581 in Turckheim im Elsass genannt wird; ab 1810 Ritter- und ab 1824 Freiherrentitel |                                                       |
| Geyr                                    | seit 1239                            | Paderborner Stadtgeschlecht; 1717 Reichsritterstand als von Geyer Edler von Schweppenburg mit Wappenbesserung; 1743 Reichsfreiherrenstand, 1826 preußische Anerkennung |                                                       |
| Geyso                                   | ?                                    | hessisches Uradelsgeschlecht; 1658 Bestätigung Reichsadelsstand; 1811 Freiherrenstand |                                                       |
| Gfug                                    | seit 1437                            | schlesisches, sächsisches und preußisches Adelsgeschlecht |                                                       |
| Gieboldehausen                          | 1262–1524                            | niedersächsisches Adelsgeschlecht |                                                       |
| Giech                                   | vor 1330 bis 1938                    | altes, fränkisches Adelsgeschlecht; Grafenstand Ende 17. Jahrhundert |                                                       |
| Giedraičiai                             | seit 1263                            | Familie des Großfürstentums Litauen |                                                       |
| Giel                                    | ab 12. Jh.                           | mittelalterliches Ministerialengeschlecht aus dem Fürstenland in der Schweiz |                                                       |
| Gienger von Grienpichel                 | seit 1265                            | aus Ulm stammendes, österreichisches Adelsgeschlecht |                                                       |
| Gierke                                  | seit 1910                            | preußisches Adelsgeschlecht |                                                       |
| Giese                                   | seit 1519                            | aus Unna stammende Patrizierfamilie in Danzig und Stettin |                                                       |
| Gill                                    | 12. und 13. Jh.                      | im 13. Jahrhundert erloschenes rheinländisches Adelsgeschlecht | –                                                     |
| Gilleis                                 | 1273–1841                            | aus Niederösterreich stammendes, altes österreichisches Adelsgeschlecht; 1579 Freiherrenstand, 1699 Grafenstand |                                                       |
| Gillern                                 | seit 1568                            | Briefadel; 1568 böhmischer Adelsstand mit von Lilienfeld; 1707 ungarischer Freiherrn- und Magnatenstand; 1732 böhmischer, 1766 österreichisch-erbländischer Freiherrenstand |                                                       |
| Gillhaußen                              | ab 1823                              | rheinländisch-preußisches Adelsgeschlecht |                                                       |
| Gilsa                                   | seit 1224                            | altes, hessisches Adelsgeschlecht; 1813 westfälisches Baronat (in Hessen und Preußen nicht anerkannt), 1872 preußische Genehmigung des Freiherrentitels |                                                       |
| Gimpte                                  | seit 1276                            | Uradelsgeschlecht des Stiftes Münster |                                                       |
| Giovanelli zu Gerstburg und Hörtenberg  | ?                                    | Südtiroler Zweig eines alten, aus der Nähe von Bergamo stammenden Adelsgeschlechts |                                                       |
| Girard de Soucanton                     | seit 19. Jh.                         | deutsch-baltisches Adelsgeschlecht mit französischer Abstammung |                                                       |
| Girardi                                 | ?                                    | aus Italien stammendes, österreichisches Adelsgeschlecht |                                                       |
| Gisenstein                              | bis 15. Jh.                          | Schweizer Adelsgeschlecht aus dem Ort Gysenstein in der heutigen Gemeinde Konolfingen im Kanton Bern | –                                                     |
| Gisonen                                 | 11. und 12. Jahrhundert              | einflussreiches Gaugrafengeschlecht im Norden Hessens | –                                                     |
| Gittelde                                | 1143–1638                            | erloschenes, niedersächsisches Adelsgeschlecht |                                                       |
| Gizycki                                 | seit ca. 1700                        | polnisch-preußisches Adelsgeschlecht |                                                       |
| Glaa                                    | ?                                    | niedersächsisches Adelsgeschlecht |                                                       |
| Gladebeck                               | 1233–1701                            | niedersächsisches Adelsgeschlecht |                                                       |
| Glaen                                   | 1182–1857                            | erloschenes westfälisch-niedersächsisches Adelsgeschlecht |                                                       |
| Glanzer                                 | seit 1173                            | österreichisches Rittergeschlecht mit Sitz auf Burg Odernheim in Kärnten |                                                       |
| Glasenapp                               | seit 1287                            | Uradelsgeschlecht aus Pommern |                                                       |
| Glasow                                  | seit 17. Jh.                         | pommersches, später preußisches Adelsgeschlecht |                                                       |
| Schenk von Glattburg                    | bis 1373                             | Schweizer, niederadliges Geschlecht im Dienste des Abtes von St. Gallen | –                                                     |
| Glaubitz                                | seit 1275 bis ?                      | sächsischer Uradel, 1699 und 1728 böhmischer Herrenstand, 1700 und 1736 böhmischer Freiherrenstand, 1773 französische Anerkennung des Freiherrenstandes (Baronat), 1896 badische Anerkennung zur Führung des Freiherrentitels |                                                       |
| Gleiberg                                | bis 1163                             | erloschenes hessisches Grafengeschlecht |                                                       |
| Gleichen (Sachsen, Britannien)          | 1861–1937                            | 1861 durch die morganatische Ehe des deutsch-britischen Admirals Viktor zu Hohenlohe-Langenburg (1833–1891) begründet; durch den Herzog von Sachsen-Coburg und Gotha in den Grafenstand erhoben |                                                       |
| Gleichen gen. von Rußwurm               | seit 1418                            | thüringisches Uradelsgeschlecht |                                                       |
| Gleichen inkl. Grafen von Gleichenstein | 1162–1631                            | erloschenes Grafengeschlecht aus Thüringen. Ein briefadeliges Geschlecht von Gleichen (seit 1861) führte das Wappen der ausgestorbenen Grafen. |                                                       |
| Gleißenthal                             | seit 1252                            | oberpfälzer Adelsgeschlecht |                                                       |
| Glich von Milziz                        | ab 1509                              | sächsisches Adelsgeschlecht; 1509 Adelsstand |                                                       |
| Glinde                                  | 1231–1472                            | erloschenes rheinländisches Adelsgeschlecht |                                                       |
| Glisberg                                | seit 1036                            | thüringisches Uradelsgeschlecht |                                                       |
| Gliszczyński                            | seit 1374                            | verschiedene pommerellische Adelsgeschlechter |                                                       |
| Globner von Globen                      | bis 1745                             | böhmisch-bayerisches Adelsgeschlecht |                                                       |
| Globig                                  | ?                                    | sächsisches Uradelsgeschlecht |                                                       |
| Gloeden                                 | seit 1276 bzw. 1375                  | zwei stamm- und wappenverschiedene Familien welche in Mecklenburg, Brandenburg und Pommern Verbreitung fanden | Mecklenburg Uckermark                                 |
| Glojach                                 | bis 1768                             | erloschenes Adelsgeschlecht aus der Steiermark, das auch zum landständischen Adel in Niederösterreich gehörte; 1630 Freiherrenstand |                                                       |
| Glutz                                   | seit 1681/6                          | Schweizer Familie aus Solothurn, Schweiz, deren Linien Glutz-Ruchti und Glutz von Blotzheim zum Patriziat der Stadt Solothurn gehörten; 1686 französische Bestätigung des Adelstitels |                                                       |
| Gnegel                                  | 14. Jh.                              | westfälisches Adelsgeschlecht; Burgmänner auf Burg Rheda |                                                       |
| Gnodstadt                               | 1240–1533                            | erloschenes fränkisches Uradelsgeschlecht |                                                       |
| Gobel auf Hofgiebing                    | bis 1873                             | bayerisches Adelsgeschlecht; 1628 Adelsbestätigung; 1766 bayerischer Freiherrenstand |                                                       |
| Göchhausen                              | ab 1608                              | sächsisches Briefadelsgeschlecht; 1608 Adelsstand |                                                       |
| Goddenthow                              | seit 1284                            | Uradelsgeschlecht aus Pommern |                                                       |
| Godin                                   | seit 1765                            | bayerisches Adelsgeschlecht |                                                       |
| Goes                                    | 14. bis 19. Jh.                      | niedersächsisch-baltisches Adelsgeschlecht |                                                       |
| Goes                                    | 14. bis 15. Jh.                      | westfälisches Adelsgeschlecht; Ministeriale des Stifts Herford |                                                       |
| Goëss                                   | seit 1370                            | von einer niederländischen Familie abstammendes österreichisches Adelsgeschlecht; 1654 Reichsfreiherren, 1693 Reichsgrafen |                                                       |
| Gogreve                                 | seit 1191                            | Ravensberger, westfälisches Adelsgeschlecht |                                                       |
| Gogreve zu Telgte                       | bis 17. Jh.                          | westfälisches Adelsgeschlecht |                                                       |
| Gohr                                    | ?                                    | kurländisches Adelsgeschlecht, dessen Herkunft auf das niederländisch-belgische Adelsgeschlecht Horn zurückreicht |                                                       |
| Gold von Lampoding                      | ?                                    | Salzburger Adelsgeschlecht, das dann nach Österreich kam; 1623 Freiherrenstand |                                                       |
| Goldacker                               | seit 1316                            | altes, thüringisches Adelsgeschlecht, das auch in der Neumark ansässig war |                                                       |
| Goldbach (Augsburg)                     | bis 1746                             | Augsburger Patriziergeschlecht; 1707 Bestätigung des rittermäßigen Adelsstands |                                                       |
| Goldbach (Breslau)                      | ab 1671                              | Breslauer Briefadelsgeschlecht; 1671 böhmischer Adelsstand; 1698 Ritterstand |                                                       |
| Goldbeck                                | seit 1274                            | altmärkisches Uradelsgeschlecht, Stammburg der Adelsfamilie ist die Burg Goldbeck in der Altmark, Mitglieder der Familie waren sächsische und preußische Kanzler (z. B. Großkanzler Heinrich Julius von Goldbeck) |                                                       |
| Goldegg                                 | 12. Jh. bis 1400                     | im Salzburgischen nachweisbares Adelsgeschlecht, das vermutlich aus den Herren von Pongau hervorgegangen ist |                                                       |
| Goldegg zu Lindenburg                   | bis 1986                             | altes Tiroler, in die Landesmatrikel, so wie in die Adelsmatrikel des Königreichs Bayern eingetragenes österreichisches Adelsgeschlecht |                                                       |
| Goldenberg                              | 1248–1569                            | erloschenes schweizerisches Adelsgeschlecht |                                                       |
| Goldfuß                                 | ab 1678                              | erloschenes schlesisch-märkisches Adelsgeschlecht |                                                       |
| Goldschmidt                             | ab 1862/1903                         | Familie aschkenasischer Herkunft; 1862 Adelsstand für Linie Ritter von Goldschmidt, 1903 Adelsstand für Linie Goldschmidt-Rotschild |                                                       |
| Goldstein                               | seit 1444                            | mitteldeutsches Adelsgeschlecht, dessen Wurzeln nach Unterfranken zurückreichen und aus dem ein Halle'sches Stadtgeschlecht hervorging |                                                       |
| Göldlin von Tiefenau                    | 13. bis ca. 18. Jahrhundert          | Patriziergeschlecht aus Pforzheim u. Luzern, böhmisch u. mährisches Inkolat, 1732, 1745 u. 1746 Reichsfreiherrnstand |                                                       |
| Göler von Ravensburg                    | seit 13. Jahrhundert                 | altes Kraichgauer Adelsgeschlecht aus der Schwäbischen Reichsritterschaft |                                                       |
| Goltstein                               | seit 1430                            | altes, rheinländisches Adelsgeschlecht, 1657 Reichsfreiherrenstand, 1694 Reichsgrafenstand, 1827 preußische Anerkennung des Grafenstandes für die Linie Breil, 1850 österreichische Anerkennung des Grafenstandes, 1820 und 1822 niederländische Anerkennung des Baronstitels, 1829 Immatrikulation bei der Freiherrenklasse der Adelsmatrikel in der preußischen Rheinprovinz                          |                                                       |
| Goltz                                   | seit Ende 14. Jahrhundert            | altes, märkisches Adelsgeschlecht – später in Pommern und Ostpreußen; Herren, Freiherren und Grafen |                                                       |
| Goluchowski                             | ?                                    | österreichisches Adelsgeschlecht; 1783 Anerkennung österreichischer Grafenstand |                                                       |
| Gontard                                 | seit 1767                            | altadelige französische Familie, die sich um 1700 im Zuge der Flucht hugenottischer Familien aus Grenoble in Deutschland ansiedelte; 1767 Reichsritterstand |                                                       |
| Göphardt                                | ab 1790                              | sächsisches Briefadelsgeschlecht; 1790 Reichsadelsstand |                                                       |
| Gordon                                  | seit 1760                            | vom gleichnamigen schottischen Clan abstammendes preußisches Adelsgeschlecht; 1760 preußische Adelsbestätigung |                                                       |
| Görne                                   | seit 1323                            | Adelsgeschlecht aus der Altmark |                                                       |
| Görner                                  | ?                                    | mehrere nicht stammesverwandte Adels- und Patriziergeschlechter | Görner Schlesien Görner Sachsen                       |
| Görschen                                | seit 1186                            | mitteldeutsches Uradelsgeschlecht |                                                       |
| Görz (Meinhardiner)                     | 1107 bis 16. Jahrhundert             | Fürstengeschlecht (Herzöge und Grafen) |                                                       |
| Goseck                                  | ab 991 bis 12. Jh.                   | thüringisches Adelsgeschlecht | –                                                     |
| Gösgen                                  | 1161–1383                            | Schweizer Hochadelsfamilie, die im Spätmittelalter in der Gegend von Obergösgen und Niedergösgen belegt sind |                                                       |
| Gossembrot                              | bis Anfang 16. Jh.                   | Augsburger Patrizier; 1499 Reichsadelsstand |                                                       |
| Gossler                                 | seit 1889                            | hanseatisches Adelsgeschlecht |                                                       |
| Goßler                                  | seit 1638                            | Geschlecht aus dem Egerland; 1813 westfälischer Adels- und Ritterstand |                                                       |
| Gößnitz                                 | ?                                    | sächsisch-pleißnisches, zeitig erloschenes Uradelsgeschlecht |                                                       |
| Gößnitz                                 | 1253 bis 18. Jh.                     | vogtländisches Uradelsgeschlecht aus Jößnitz |                                                       |
| Gotsmann                                | 11. Jh. bis 1575                     | fränkisches Adelsgeschlecht |                                                       |
| Gottberg                                | seit ca. 1560                        | Briefadelsgeschlecht; Reichsadelsstand 1595 |                                                       |
| Gottfarth                               | seit 1333                            | Adelsgeschlecht, das im thüringischen, fränkischen und mansfeldischen Land ansässig war |                                                       |
| Gottsfeld                               | ?                                    | fränkisches Ortsadelsgeschlecht |                                                       |
| Götz von Olenhusen                      | seit 1533                            | niedersächsisches Adelsgeschlecht |                                                       |
| Götzen                                  | seit 1455                            | Uradelsgeschlecht aus der Altmark, Zweig derer von Jeetze |                                                       |
| Gotzkow                                 | seit sp. 18. Jahrhundert             | preußisches Geschlecht |                                                       |
| Goy                                     | bis ca. 1715                         | erloschenes westfälisches Uradelsgeschlecht |                                                       |
| Gozmar                                  | 1062 bis ?                           | erloschenes Geschlecht fränkischer Amtsgrafen im nördlichen Hessen | –                                                     |
| Graben (von Stein)                      | vor 1170 bis 1776                    | edelfreies Geschlecht (den Meinhardinern entstammend, womöglich eines Stammes mit den Lamberg; Burggrafen und Ritter) mit Ursprung in Krain welches später in der Steiermark, Niederösterreich, Kärnten, Osttirol und Tirol ansässig war (erloschen). Abkömmlinge sind die Geschlechter Orsini-Rosenberg und (De) Graeff                                                                                |                                                       |
| Grabow                                  | seit 1309                            | pommerisch-mecklenburgisches, später auch dänisches Geschlecht |                                                       |
| Grabow                                  |                                      | brandenburgisch-dänisches Geschlecht |                                                       |
| Grabowski                               | seit 1230                            | pommerellischer Uradel, seit 1786 und 1840 auch Grafen |                                                       |
| Graeffendorff                           | seit 1302                            | ostthüringisches Adelsgeschlecht |                                                       |
| Grael                                   | bis ca. 1642                         | westfälisches Adelsgeschlecht; Münsteraner Erbmänner |                                                       |
| Graes                                   | bis 19. Jh.                          | erloschenes westfälisches Adelsgeschlecht |                                                       |
| Graeve                                  | seit 1648                            | preußisches Adelsgeschlecht |                                                       |
| Graevemeyer                             | seit 1745                            | hannoveranisches Briefadelsgeschlecht, 1745 in Wien Rittermäßiger Reichsadelsstand |                                                       |
| Graevenitz                              | seit 1290                            | altmärkisches Adelsgeschlecht; gelangte später in Zweigen in die Neumark und die Prignitz, letzterer verbreitete sich weiter nach Mecklenburg, Schlesien, Württemberg und Russland |                                                       |
| Grafenstein                             | seit 1758                            | bayerisches Briefadelsgeschlecht; 1758 Adelsstand |                                                       |
| Graff                                   | 1341 bis Mitte 17. Jh.               | erloschenes rheinländisch-westfälisches Adelsgeschlecht |                                                       |
| Graffen                                 | seit 1662                            | oberösterreichisches Adelsgeschlecht, das nach Preußen und Polen gelangte |                                                       |
| Graffenried                             | seit 1272                            | alteingesessenes, heute noch blühendes, ehemals patrizisches Geschlecht der Stadt Bern |                                                       |
| Grafschaft                              | Beginn 12. Jahrhundert bis 1572      | mittelalterliches Adelsgeschlecht |                                                       |
| Grambow                                 | 13. Jahrhundert bis 1773             | mecklenburgisch-brandenburgisches Geschlecht, Ausbreitung nach Dänemark |                                                       |
| Grand Ry                                | seit 1773                            | preußisches und belgisches Adelsgeschlecht |                                                       |
| Grandidier                              | seit 1803                            | deutsch-baltisches Adelsgeschlecht, das aus Bar-Le-Duc in Lothringen stammte und sich als Hugenottenfamilie in der Mitte des 18. Jahrhunderts im Herzogtum Kurland und Semgallen ansiedelte |                                                       |
| Grandvillars                            | seit 11. Jahrhundert                 | französische Adelsfamilie aus dem Département Territoire de Belfort in der Region Franche-Comté |                                                       |
| Grape                                   | seit 1291                            | altes, pommersches Geschlecht |                                                       |
| Grapendorf                              | bis ca. 1838                         | niedersächsisch-westfälisches Adelsgeschlecht aus dem Fürstentum Minden |                                                       |
| Grattenauer                             | seit 1660                            | ungarisches und preußisches Adelsgeschlecht |                                                       |
| Grauvogl                                | seit 1779                            | Briefadelsgeschlecht; 1779 kurpfälzisch pfalzbayerischer Adelsstand |                                                       |
| Gravenreuth                             | seit 1180                            | ursprünglich oberfränkisches Uradelsgeschlecht; 1813 Freiherren; 1825 Grafen |                                                       |
| Grebmer zu Wolfsthurn                   | seit 1497                            | Tiroler Adelsgeschlecht |                                                       |
| Greck von Kochendorf                    | spätes 13. Jahrhundert bis 1749      | niederes Adelsgeschlecht in Kochendorf (Bad Friedrichshall), Baden-Württemberg |                                                       |
| Gregersdorf                             | bis 1719                             | schlesisches Uradelsgeschlecht |                                                       |
| Gregory                                 | ab 1789                              | sächsisch-österreichisches Briefadelsgeschlecht; 1789 Freiherrenstand |                                                       |
| Greif von Greifenberg                   | bis 15. Jh.                          | erloschenes bayerisches Adelsgeschlecht |                                                       |
| Greifen                                 | 1121 bis 17. Jh.                     | Dynastie der Herzöge von Pommern |                                                       |
| Greifenstein                            | 13. und 14. Jh.                      | edelfreies Adelsgeschlecht im schweizerischen Kanton Graubünden |                                                       |
| Greiffenclau                            | seit 1211                            | hessisches Adelsgeschlecht, ursprünglich aus Lothringen; 1644 Reichsfreiherren |                                                       |
| Greiffenpfeil                           | bis 1775                             | erloschenes brandenburgisches Briefadelsgeschlecht; 1699 Reichsfreiherrenstand |                                                       |
| Greigh                                  | seit 18. Jh.                         | baltisches Adelsgeschlecht mit schottischen Wurzeln |                                                       |
| Greiss zu Wald                          | seit 1229                            | altes, ursprünglich thüringisches Rittergeschlecht, das um 1500 nach Österreich kam; 1607 Freiherrnstand |                                                       |
| Grell                                   | 1302–1808                            | hinterpommersches Adelsgeschlecht, zwischenzeitlich auch in Mecklenburg begütert |                                                       |
| Grenade                                 | ab 1650                              | westfälisches Briefadelsgeschlecht |                                                       |
| Grenchen                                | 12. und 13. Jh.                      | burgundisches Adelsgeschlecht mit Sitz auf der Burg Grenchen, nördlich von Grenchen auf dem heutigen Gemeindegebiet von Bettlach gelegen | –                                                     |
| Grest                                   | bis Mitte 18. Jh.                    | erloschenes westfälisches Adelsgeschlecht |                                                       |
| Greve                                   | bis 1640                             | erloschenes westfälisches Patrizier- und Adelsgeschlecht |                                                       |
| Grevenstein                             | bis 1782                             | erloschenes hessisch-westfälisches Adelsgeschlecht |                                                       |
| Griesenberg                             | bis 1324                             | auf der Burg (Alt-)Griesenberg ansässige Linie des Schweizer Adelsgeschlechts Bussnang |                                                       |
| Griesheim                               | seit 1133                            | thüringisches Adelsgeschlecht |                                                       |
| Grießenbeck von Grießenbach             | seit 1240                            | niederbayerisches Uradelsgeschlecht; 1739 kurfürstlich bayerischer Freiherrenstand |                                                       |
| Griessheim                              | seit 1050                            | altes, erloschenes südbadisches Adelsgeschlecht |                                                       |
| Grimmel                                 | 1738–1865                            | Memminger Patrizier- und Adelsgeschlecht; 1738 Reichsadelsstand |                                                       |
| Grimmer von Adelsbach                   | seit 1797                            | österreichisch-böhmisches Briefadelsgeschlecht; 1797 Adelsstand; 1822 österreichischer Ritterstand |                                                       |
| Grimming                                | seit 1430                            | Salzburger Adelsgeschlecht |                                                       |
| Gristow                                 | 1249–1740                            | rügensch-pommersches Adelsgeschlecht |                                                       |
| Groeben                                 | seit 1140                            | altmärkischer Uradel; 1786 preußischer Grafenstand für verschiedene Familienmitglieder |                                                       |
| Groende                                 | bis ca. 1750                         | erloschenes westfälisches Adelsgeschlecht, das ursprünglich aus Holland stammte |                                                       |
| Groeneveld                              | seit 12. Jh.                         | altfriesisches Geschlecht; Linien zu Coldemüntje, Dorenborg, Großwolde und Heerenborg |                                                       |
| Grögling-Hirschberg                     | 12. bis Anfang 14. Jahrhundert       | erloschenes, oberpfälzisch-mittelfränkisches Adelsgeschlecht |                                                       |
| Groland von Oedenberg                   | seit 1305                            | eine der ältesten Patrizierfamilien der Freien Reichsstadt Nürnberg |                                                       |
| Groll                                   | bis 18. Jh.                          | niederländisch-westfälisches Adelsgeschlecht |                                                       |
| Grolman                                 | seit 15. Jahrhundert                 | westfälische Familie; 1741/1812/1871 preußischer Adelsstand für verschiedene Familienmitglieder; |                                                       |
| Grone                                   | seit 13. Jahrhundert                 | Braunschweiger Uradelsgeschlecht |                                                       |
| Grone                                   | bis 17. Jh.                          | erloschenes eichsfeldisches Adelsgeschlecht |                                                       |
| Grone                                   | bis 1772                             | erloschenes westfälisches Adelsgeschlecht |                                                       |
| Groote                                  | seit 1164                            | Geschlecht aus der Grafschaft Flandern; 1613 Reichsfreiherren |                                                       |
| Gröpelingen                             | 1199 bis 15. Jh.                     | Bremer Ministerialengeschlecht |                                                       |
| Groschlag                               | 1236–1799                            | fränkisches und südhessisches Uradelsgeschlecht; 1685 Freiherrenstand |                                                       |
| Groß                                    | 1274–1589                            | erloschene Patrizierfamilie der Reichsstadt Nürnberg |                                                       |
| Groß (genannt von Schwarzhoff)          | ab 1911                              | preußisches Briefadelsgeschlecht; 1911 preußischer Adelsstand |                                                       |
| Groß von Trockau                        | seit 1287                            | fränkischer Uradel; 1813 Freiherren |                                                       |
| Große                                   | bis 19. Jh.                          | erloschenes obersächsisch-meißnisches Adelsgeschlecht |                                                       |
| Grote (Livland)                         | seit 1775                            | deutsch-baltisches Adelsgeschlecht; 1775 in den Reichsadelsstand erhoben |                                                       |
| Grote (Lüneburg)                        | seit 1162                            | Uradel im Fürstentum Lüneburg; 1689 Reichsfreiherrenstand für die Linie Schauen; 1809 preußischer Grafenstand für die Linie Breese. |                                                       |
| Grote (Westfalen)                       | bis 1752                             | erloschenes westfälisches Adelsgeschlecht |                                                       |
| Grotenhielm                             | ab 1677                              | erloschenes, baltisch-schwedisches Adelsgeschlecht |                                                       |
| Grotthuß                                | seit 1277                            | westfälisches Uradelsgeschlecht, das sich im ausgehenden Mittelalter ins Baltikum, später auch nach Hannover und Preußen ausbreitete, mehrfach Freiherrnstand |                                                       |
| Grubbe                                  | 1326 bis Mitte 18. Jh.               | niederländisch-westfälisches Adelsgeschlecht |                                                       |
| Gruben                                  | seit 1334; 1493; 1523; 1776          | mehrere Familien: Kehdingen; Pommern; Westfalen → 1822 niederländischen Adelsnaturalisation, 1824 niederländisches Barononat, 1829 die preußische Adelsnaturalisation, 1873 österreichischen Freiherrenstand, 1905 bayerische Adelsnaturalisation bei der Freiherrenklasse; Rheinland → 1776 Reichsadelsstand, 1805 Reichsfreiherrenstand, 1815 bayerische Adelsnaturalisation bei der Freiherrenklasse | Gruben (Kehdingen) Gruben (Pommern)Gruben (Westfalen) |
| Grubo von Grubenhagen                   | 12. bis 15. Jh.                      | niedersächsisches Ministerialengeschlecht im Umfeld der Welfen |                                                       |
| Grumbach (Edelfreie)                    | bis 1243                             | Dynastengeschlecht in Franken |                                                       |
| Grumbach (Ministeriale)                 | 1328–1682                            | Linie des Geschlechts Wolffskeel; hießen eigentlich Wolfskeel von Grumbach, nannten sich aber seit dem 14. Jahrhundert nur Grumbach |                                                       |
| Grumbkow                                | seit 1426                            | altes, pommersches Adelsgeschlecht |                                                       |
| von der Grün                            | seit 1246                            | fränkisches Adelsgeschlecht |                                                       |
| Grünberg                                | seit 1218                            | brandenburgisches, märkisches, neumärkisches oder schlesisches Adelsgeschlecht |                                                       |
| Grünburg                                | 12. und 13. Jahrhundert              | Adelsgeschlecht im Land ob der Enns |                                                       |
| Grundemann von Falkenberg               | seit 1613                            | ursprünglich aus Niedersachsen und Brandenburg stammendes Geschlecht; 1613 erbländischer österreichischer Adel; 1628 oberösterreichischer Ritterstand; 1716 Grafenstand |                                                       |
| Grundherr von Altenthann und Weiherhaus | seit 1265                            | eine der ältesten Patrizierfamilien der Freien Reichsstadt Nürnberg |                                                       |
| Gründlach                               | 1140–1314/15                         | Reichsministeriale |                                                       |
| Grünenberg                              | 1192–1454                            | erloschenes Freiherrengeschlecht im Oberaargau und Baden |                                                       |
| Grünewaldt                              | seit 1457                            | deutsch-baltisches Adelsgeschlecht |                                                       |
| Grüningen-Landau                        | ?                                    | schwäbisches Grafengeschlecht |                                                       |
| Grünne                                  | seit 12. Jh.                         | stammen aus einer Linie des alten wallonischen Geschlechts Hemricourt; lebten dann in der Grafschaft Namur; 1745 Reichsgrafenstand; Ende 18. Jh. nach Österreich, Niederlande und Belgien |                                                       |
| Grünthal                                | seit 1179                            | aus Bayern stammendes, österreichisches Adelsgeschlecht |                                                       |
| Grustner                                | 1498–1834                            | erloschenes Tiroler Briefadelsgeschlecht; 1498 Ritterstand, 1750 erbländisch-österreichischer Freiherrenstand |                                                       |
| Grüter                                  | bis Mitte 16. Jh.                    | niedersächsisches Adelsgeschlecht |                                                       |
| Grüter                                  | seit 14. Jh.                         | westfälisches Adelsgeschlecht; 1840/41 preußischer Freiherrenstand als „Diepenbrock-Grüter“ |                                                       |
| Gruttschreiber                          | 1241–?                               | schlesisches Geschlecht; 1696 Prädikat Edler Herr von Zopekendorf, 1699 erblicher Freiherrnstand |                                                       |
| Gruwel                                  | 14. und 15. Jh.                      | westfälisches Adelsgeschlecht |                                                       |
| Gryn von Treis                          | ab 1254                              | rheinländisches Adelsgeschlecht |                                                       |
| Gudenus                                 | seit 1668                            | aus Hessen stammendes, österreichisches Adelsgeschlecht |                                                       |
| Gugel von Brand und Diepoltsdorf        | seit 1450                            | Patrizierfamilie der Freien Reichsstadt Nürnberg; 1812 Freiherrenstand |                                                       |
| Guidonen                                | Mitte bis Ende 9. Jahrhundert        | ursprünglich fränkische Herrscherfamilie | –                                                     |
| Guillemot de Villebois                  | seit 15. Jh.                         | französisch-baltisches Adelsgeschlecht |                                                       |
| Guiot du Ponteil                        | seit Anfang des 14. Jh.              | altes, aus dem Limousin stammendes Adelsgeschlecht, das in Frankreich den Marquis- und in Bayern den Grafentitel erwarb |                                                       |
| Gulat von Wellenburg                    | ?                                    | badisch-österreichisches Adelsgeschlecht; 1800 erblicher österreichischer Adelsstand; 1816/1817 österreichischer Ritterstand |                                                       |
| Güldenstubbe                            | ?                                    | baltisch-schwedisches Adelsgeschlecht |                                                       |
| Gülich (Jülich)                         | bis 1207                             | rheinländisches Dynastengeschlecht |                                                       |
| Gülich (Mecklenburg)                    | ab 1799                              | mecklenburgisches Adelsgeschlecht |                                                       |
| Gültlingen                              | seit ca. 1100                        | schwäbischer Uradel; württembergische Freiherren |                                                       |
| Gumer von Engelsburg                    | 1668–1897                            | geadelte Bozner Kaufmannsfamilie; 1668 Adelsstand |                                                       |
| Gumppenberg                             | seit 1200                            | Uradel in Altbayern; 1571 Reichsfreiherren |                                                       |
| Gundelfingen                            | 1105–1546                            | schwäbisches Geschlecht mit bedeutender politischer Stellung und umfangreichem Besitz |                                                       |
| Gundelsheim                             | bis 1680                             | erloschenes, fränkisches Adelsgeschlecht |                                                       |
| Günderrode                              | seit 1467                            | Patriziergeschlecht in Frankfurt am Main, ursprünglich aus Thüringen; 1859 Freiherren |                                                       |
| Gundlach                                | seit 1748                            | aus Hessen stammenden Glasmacherfamilie, 1748 Reichsadelstand, 1833/1839 mecklenburgisches Indigenat, Ausbreitung nach Holstein, Lauenburg und Preußen |                                                       |
| Gundling                                | seit ca. 1500                        | preußisches Adelsgeschlecht |                                                       |
| Güntersberg                             | 1283–1799                            | neumärkisches und pommersches Adelsgeschlecht – in Schweden und Livland teilweise auch Güntersberch |                                                       |
| Guretzky-Kornitz und Gureck             | ab 1283                              | schlesisches Adelsgeschlecht |                                                       |
| Gurren                                  | ?                                    | bayerisches Uradelsgeschlecht |                                                       |
| Güß von Güssenberg                      | 1171/1216 bis 16. Jahrhundert        | Die mittelalterlichen Herren von Güssenberg nannten sich im 15./16. Jahrhundert Güß von Güssenberg |                                                       |
| Gustebis                                | 1336–1466                            | erloschenes brandenburgisches Adelsgeschlecht |                                                       |
| Gustedt                                 | seit 1154                            | niedersächsisches Adelsgeschlecht |                                                       |
| Gutbier                                 | ab 1792                              | thüringisch-sächsisches Briefadelsgeschlecht; 1792 Reichsadelsstand |                                                       |
| Guteneck                                | 14. Jh.                              | bayerisches Adelsgeschlecht |                                                       |
| Guth von Sulz                           | ?                                    | schwäbisches Adelsgeschlecht |                                                       |
| Gutowski                                | seit 13. Jahrhundert                 | uraltes, polnisches Adelsgeschlecht, seit 1505 sesshaft in Ostpreußen |                                                       |
| Gutschmid                               | 1765 bis 1. Hälfte 20. Jh.           | erloschenes, sächsisches Adelsgeschlecht; Reichsadels- und Reichsfreiherrenstand 1765 |                                                       |
| Guttenberg                              | seit 1158                            | altes, fränkisches Adelsgeschlecht |                                                       |
| Güttingen                               | 12. bis 14. Jh.                      | Thurgauer Adelsgeschlecht mit den Burgen Kachel und Moosburg bei Güttingen |                                                       |
| Gützkow                                 | 1233 (1270) bis 1359 (1278)          | Agnaten der Vögte von Salzwedel und der Grafen von Dannenberg, Lehnsnehmer des Greifenhauses und des Fürstentums Rügen, Inhaber der Grafschaft Gützkow über vier Generationen |                                                       |
| Gützkow                                 | seit 13. Jahrhundert                 | niederadeliges Geschlecht aus Vorpommern |                                                       |
| Gutzmerow                               | 1341–1906                            | pommerscher Uradel |                                                       |
| Gyginck                                 | 1365 bis 17. Jh.                     | westfälisches Adelsgeschlecht |                                                       |
| Gymnich                                 | seit 1135                            | eines der ältesten rheinländischen Adelsgeschlechter |                                                       |
| Gynz-Rekowski                           | seit 1806                            | hinterpommersches Adelsgeschlecht |                                                       |
| Gysenberg                               | seit 1217                            | westfälisches Adelsgeschlecht |                                                       |